# Fiłosofskaja
Fiłosofskaja (ros. Философская) – wieś (dieriewnia) w Rosji, w obwodzie archangielskim, w rejonie kargopolskim. W 2010 liczyła 178 mieszkańców.